# Lampedusa imitratix
Lampedusa imitratix é uma espécie de gastrópode  da família Clausiliidae.
É endémica de Malta.